# Frontière entre la république démocratique du Congo et le Soudan du Sud
La frontière entre la république démocratique du Congo et le Soudan du Sud est la frontière séparant la république démocratique du Congo et le Soudan du Sud. Avant l'indépendance de ce dernier état le 9 juillet 2011 elle constituait une partie de la limite méridionale du territoire soudanais.